# Ficus rumphii
Espèce
Classification phylogénétique
 Ficus rumphii est une espèce d'arbres de la famille des Moraceae.
Cette espèce est originaire d'Asie tropicale, Chine, Bhoutan, Inde, Népal, Birmanie, Thaïlande, Viêt Nam, Indonésie et Malaisie.
Ce sont des arbres qui atteignent 15 mètres de haut. Ils vivent vers 600 ou 700 mètres d'altitude.